# 托克 (阿拉斯加州)

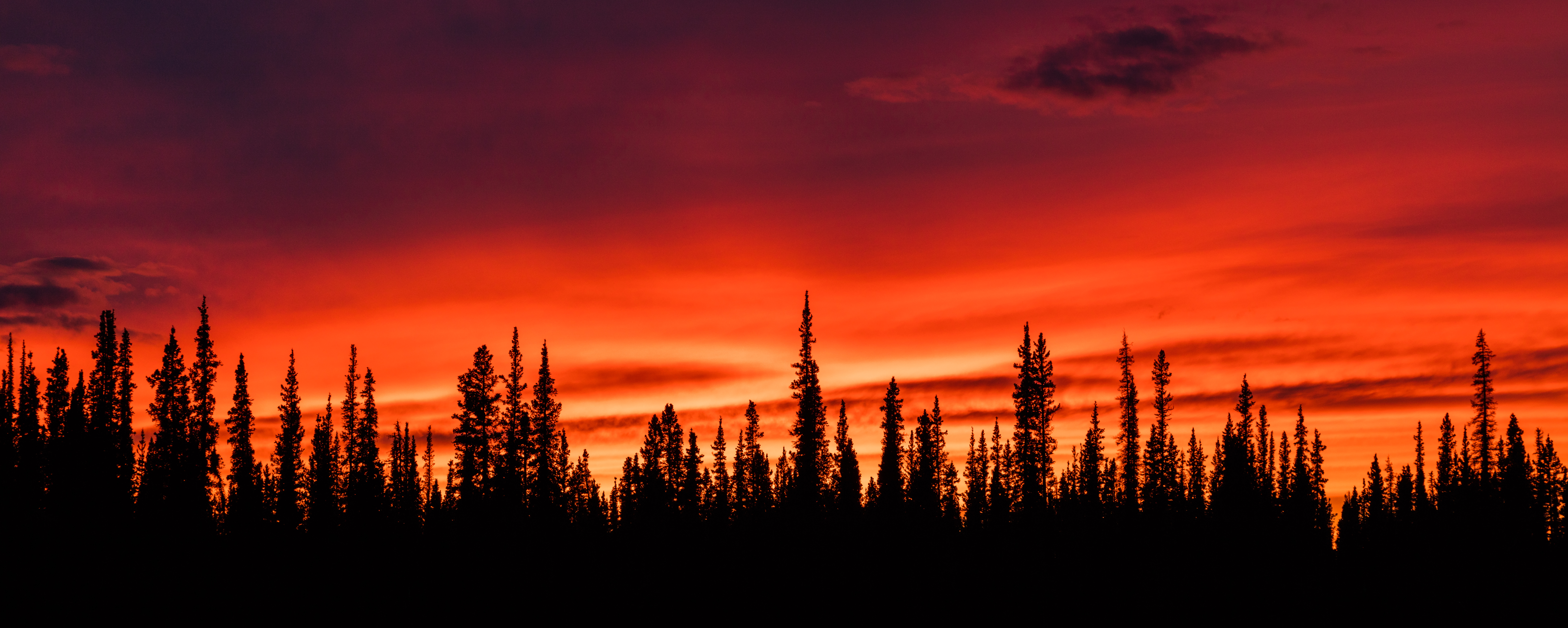
美國阿拉斯加州托克一處森林的日落。

美國阿拉斯加州托克的阿拉斯加山脈風光。

托克（英語：Tok）是位於美國阿拉斯加州東南費爾班克斯人口普查區的一個人口普查指定地區。根據2010年美國人口普查，該地人口為1258人，而該地的面積約為342.60平方千米。

## 地理
托克的座標為63°19′27″N 143°01′05″W / 63.32417°N 143.01806°W，而該地的平均海拔高度為490米（即1620英尺）。